# Giorgueï Borissenko
Giorgueï (ou Gueorgui) Konstantinovitch Borissenko (en russe : Георгий Константинович Борисенко), né le 25 mai 1922 à Tchouhouïv dans l'oblast de Kharkiv et mort le 3 décembre 2012 à Tachkent, est un joueur d'échecs soviétique puis ukrainien, grand maître international du jeu d'échecs par correspondance.

## Carrière
Borissenko obtient de meilleurs résultats  dans les échecs par correspondance que dans les échecs à la pendule. Il se qualifia huit fois  pour la finale du championnat  d'URSS (à la pendule) : en 1950, 1954, 1955 (zonal), 1956, 1958 (zonal), février 1961 (zonal), 1964-1965 et 1967, mais sans bon résultat. Ses meilleures places furent : douzième en 1954 et 1964-1965 avec 8,5 points sur 19. En 1950, il battit Vassily Smyslov ; en 1950, 1954 et 1955 Efim Geller ; en 1955 : Boris Spassky ; en 1956 : Lev Polougaïevski ; en 1958, il se retira après neuf rondes. 
Borissenko fut deux fois champion d'URSS par correspondance : en 1957 et en 1962. De 1962 à 1965, il joua  pour le quatrième championnat du monde  ICCF  et  termina en deuxième place après Vladimir Zagorovski (vainqueur) et Romanas Arlauskas (en). En 1965, il devint grand maître international du jeu par correspondance (ICCF). De 1965 à 1968, il a également joué au cinquième championnat du monde, mais il a fini au dernier rang. Le vainqueur était Hans Berliner.
Sa femme, Valentina Borissenko (née Bielova, en 1920) fut cinq fois championne d'URSS et également finaliste du championnat du monde d'échecs féminin en 1950 (elle termina 3e-4e).

## Ouvertures
Giorgueï  Borissenko ouvrait presque toujours la partie avec 1. d4. La variante Borissenko-Fourman est une variante du Gambit Dame accepté : 1. d4 d5 ; 2. c4 dxc4 ; 3. Cf3 a6 ; 4. é4.
La variante Borissenko est une variante de la variante Breyer de la partie espagnole : 
1.é4 é5 ; 2. Cf3 Cc6 ; 3. Fb5 a6 ; 4. Fa4 Cf6 ; 5. O-O Fé7 ; 6. Té1 b5 ; 7. Fb3 d5 ; 8. ç3 O-O  ; 9. h3 Cb8 ; 10. d4 Cbd7.